# Polyrhachis dentata
Polyrhachis dentata é uma espécie de formiga do gênero Polyrhachis, pertencente à subfamília Formicinae.